# Riksantikvarieämbetet
Riksantikvarieämbetet (RAÄ) er en af de centrale myndigheder i svensk kulturpolitik. Myndigheden hører under Kulturministeriet.
Den 2. juni 2005 besluttede regeringen at flytte dele af Riksantikvarieämbetets opgaver til Gotland. Hovedkontoret ligger dog stadig nær Historiska museet på Östermalm i Stockholm.

## Riksantikvarie
Riksantikvarien er chef (generaldirektør) for myndigheden Riksantikvarieämbetet:
Denne liste er ufuldstændig; hjælp gerne med at udfylde den.
- 1630 – 1648: Johannes Bureus
- 1648 – 1651: Georg Stiernhielm
- 1693 – 1719: Johan Peringskiöld
- 1826 – 1837: Johan Gustaf Liljegren
- 1837 – 1879: Bror Emil Hildebrand
- 1879 – 1907: Hans Hildebrand
- 1907 – 1913: Oscar Montelius
- 2012 – 2021: Lars Amréus
- 2021 – nu: Joakim Malmström

| Kultur | Spire Denne artikel om kultur er en spire som bør udbygges. Du er velkommen til at hjælpe Wikipedia ved at udvide den. |

59°20′01″N 18°05′28″Ø / 59.33364°N 18.09117°Ø